# Dekanat Pasłęk II
Dekanat Pasłęk II – jeden z 21 dekanatów w rzymskokatolickiej diecezji elbląskiej.

## Parafie
W skład dekanatu wchodzi 5 parafii:
- parafia MB Nieustającej Pomocy – Drulity
- parafia Najświętszego Serca Pana Jezusa – Jelonki
- parafia bł. Jerzego Matulewicza – Pasłęk
- parafia Niepokalanego Serca NMP – Rychliki
- parafia św. Jana Chrzciciela – Zielonka Pasłęcka

## Sąsiednie dekanaty
Dzierzgoń, Elbląg – Południe, Morąg, Pasłęk I